# Ralph Drollinger
Ralph Kim Drollinger (La Mesa, California, 20 de abril de 1954) es un exjugador de baloncesto estadounidense que disputó una temporada en la NBA. Con 2,18 metros de estatura, jugaba en la posición de pívot.

## Trayectoria deportiva

### Universidad
Jugó durante cuatro temporadas con los Bruins de la Universidad de California en Los Ángeles, en las que promedió 7,3 puntos y 6,3 rebotes por partido. Ganó los campeonatos de la NCAA en 1973 y 1975, siendo el primer jugador en disputar cuatro Final Four a lo largo de su carrera.

### Selección nacional
Fue convocado para vestir la camiseta de la Selección de baloncesto de los Estados Unidos en los Campeonatos del Mundo de 1978 en Filipinas, donde acabaron en cuarta posición.

### Profesional
Fue elegido en el puesto 105 del Draft de la NBA de 1978 por Seattle SuperSonics, tras haber sido previamente elegido en el puesto 121 por Boston Celtics en 1976, y en el puesto 152 por New Jersey Nets en 1977, pero al no encontrar hueco en el equipo, se unió a la organización cristiana Atletas en Acción, con la que realizó giras mundiales a medio camino entre el deporte y la religión.
En 1980 firmó un contrato por tres años con los Dallas Mavericks, pero únicamente llegó a disputar seis partidos, en los que promedió 2,5 puntos y 3,2 rebotes.

## Estadísticas de su carrera en la NBA

### Temporada regular
| Temporada | Edad | Equipo           | Liga | P | TIT | MIN  | TC  | TCA | %TC  | 3P  | 3PA | %3P | TL  | TLA | %TL  | R.OF. | R.DEF. | REB | ASIS | ROB | TAP | PER | FP  | PTS |
| 1980-81   | 26   | Dallas Mavericks | NBA  | 6 |     | 11.2 | 1.2 | 2.3 | .500 | 0.0 | 0.0 |     | 0.2 | 0.7 | .250 | 0.8   | 2.3    | 3.2 | 2.3  | 0.2 | 0.3 | 2.2 | 2.7 | 2.5 |
| Total     |      |                  | NBA  | 6 |     | 11.2 | 1.2 | 2.3 | .500 | 0.0 | 0.0 |     | 0.2 | 0.7 | .250 | 0.8   | 2.3    | 3.2 | 2.3  | 0.2 | 0.3 | 2.2 | 2.7 | 2.5 |